# Call of the Wild (album, Powerwolf)
Call of the Wild je osmé studiové album německé power metalové skupiny Powerwolf . Album vyšlo 16. července 2021 a bylo publikováno prostřednictvím Napalm Records .

## Kritický příjem
Call of the Wild získal pozitivní recenze od kritiků, kteří chválili jeho režii a produkci. Paul Travers z Kerrangu prohlásil, že „symfonické prvky, které byly na The Sacrament Of Sin skutečně tlačeny vpřed, pokračují tam, kde skončily, a slouží pouze k tomu, aby byla kapela ještě bombastičtější“. Holly Wrightová z Louder uvedla, že „Call Of The Wild poukazuje na rostoucí touhy Powerwolf po nadvládě“ a dále uvádí, že „Produkce je lesklejší a je zde zřetelný nedostatek svévolných vtipů, ačkoli jejich kacířské dovádění, „Undress To Confess“, zachovává jiskru v očích“.

## Seznam skladeb
| Pořadí         | Název                          | Délka |
| -------------- | ------------------------------ | ----- |
| 1.             | Faster Than the Flame          | 4:08  |
| 2.             | Beast of Gévaudan              | 3:31  |
| 3.             | Dancing with the Dead          | 4:01  |
| 4.             | Varcolac                       | 3:52  |
| 5.             | Alive or Undead                | 4:23  |
| 6.             | Blood for Blood (Faoladh)      | 3:11  |
| 7.             | Glaubenskraft (Power of Faith) | 3:56  |
| 8.             | Call of the Wild               | 3:39  |
| 9.             | Sermon of Swords               | 3:18  |
| 10.            | Undress to Confess             | 3:31  |
| 11.            | Reverent of Rats               | 2:54  |
| Celková délka: | Celková délka:                 | 40:28 |